# Vyšší odborná škola potravinářská a Střední průmyslová škola mlékárenská Kroměříž
Vyšší odborná škola potravinářská a Střední průmyslová škola mlékárenská Kroměříž je střední odborná škola profilovaná do oblasti potravinářství. Ke studiu nabízí maturitní studium, vyšší odborné studium a bakalářské studium realizované společné s FT Univerzity Tomáše Bati ve Zlíně.

## Historie
Škola byla založena v roce 1902 na popud Moravského zemského sněmu. Ve stejném roce byla otevřena první třída Zemské mlékařské a sýrařské školy, která frekventantům z praxe poskytovala pouze odborné vzdělání.

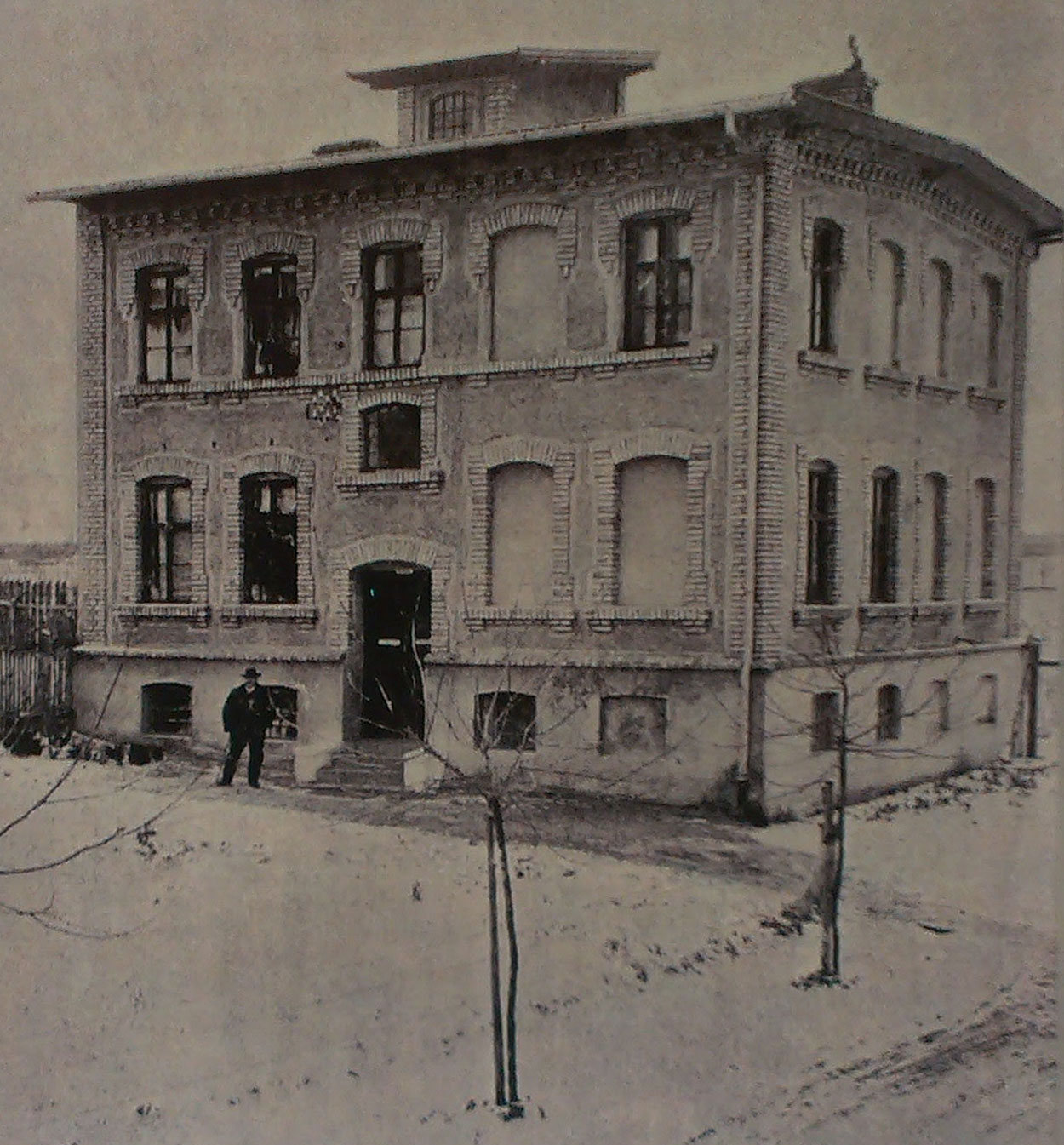
Vzorová tvarůžkárna v areálu Mlékařské školy v Kroměříži postavená v roce 1902

V šedesátých letech dvacátého století se škola transformovala na Střední průmyslovou školu mlékárenskou poskytující střední odborné vzdělání zakončené maturitou. V roce 1993 se vzdělávací nabídka rozšířila o maturitní obor „Analýza potravin“. Od roku 1996 poskytuje škola terciární vzdělávání na Vyšší odborné škole potravinářské (zakončené absolutoriem a přiznáním titulu „DiS.“) a od roku 2005 i bakalářské studium (společně akreditované s Fakultou technologickou Univerzity Tomáše Bati ve Zlíně).
Již od založení, stejně jako v současnosti, byl a stále je kladen značný důraz na ucelennost vzdělání - široké teoretické základy mnoha přírodovědných disciplín doplněné praktickými dovednostmi, a to nejen při vlastní výrobě potravin, ale i v oblastech fyzikálních, chemických a mikrobiálních rozborů, ale také na velmi úzké sepětí s praxí.

## Současná vzdělávací nabídka
Střední průmyslová škola mlékárenská nabízí absolventům základních škol studium čtyřletých maturitních oborů 29-41-M/01 Technologie potravin (s profilací Zpracování mléka) a obor 29-42-M/01 Analýza potravin.
Vyšší odborná škola potravinářská nabízí absolventům středních škol s maturitou studium vzdělávacích programů vyššího odborného studia 29-41-N/02 Analýza potravin, 29-41-N/03 Technologie a hygiena potravin a 29-41-N/04 Zpracování mléka.
Na základě společné akreditace s Univerzitou Tomáše Bati ve Zlíně realizuje bakalářský studijní program Chemie a technologie potravin (zaměření Zpracování mléka a mléčných výrobků).
Studijní plány všech forem studia obsahují volitelný jazyk anglický nebo německý, profilující odborné předměty jako jsou např. obecná potravinářská technologie nebo technologie mléka, analytická chemie, mikrobiologie, hygiena potravin, strojnictví nebo potravinářská technika. Škola vzdělává studenty i v oblasti ekonomiky, marketingu potravin, zbožíznalství, obchodního práva, výpočetní techniky, techniky administrativy a účetnictví.
Pro zajištění praktické výuky je ve škole vybudován školní poloprovoz. Praxe se vyučuje převážně v mlékárnách, masném průmyslu, sladovnách, pekárnách a privátních laboratořích v okolí sídla školy. Kromě této formy praxe absolvují studenti i individuální praxi v potravinářských závodech po celé ČR i v zahraničí.
Ubytování a stravování je možné získat ve dvou moderně vybavených domovech mládeže v těsném sousedství školy.
Škola je držitelem certifikátu Ministerstva zemědělství ČR „Trvalá vzdělávací základna MZe“. Na jeho základě se zapojuje škola i do oblasti celoživotního vzdělávání, poradenství pro malovýrobce a do oblasti pořádání odborných seminářů a krátkodobých kurzů.